# Joseph Kruskal
Joseph Bernard Kruskal Jr. (Nova Iorque, 29 de janeiro de 1928 — Princeton, 19 de setembro de 2010) foi um matemático, estatístico, informático e psicometrista estadunidense.
Estudou na Universidade de Chicago e na Universidade de Princeton, onde obteve o Ph.D. em 1954, orientado por Roger Lyndon e Paul Erdős.
Irmão dos também matemáticos Martin Kruskal e William Kruskal.

## Pesquisa
Em estatística, o trabalho mais influente de Kruskal é sua contribuição seminal para a formulação da escala multidimensional. Em ciência da computação, seu trabalho mais conhecido é o algoritmo de Kruskal para calcular a Árvore de extensão mínima de um grafo ponderado. O algoritmo primeiro ordena as arestas por peso e, em seguida, prossegue pela lista ordenada adicionando uma aresta ao MST parcial, desde que a adição da nova aresta não crie um ciclo. Árvore de extensão mínima têm aplicações na construção e precificação de redes de comunicação. Em combinatória, ele é conhecido pelo teorema da árvore de Kruskal (1960), que também é interessante do ponto de vista perspectiva lógica matemática, uma vez que só pode ser provada de forma não construtiva. Kruskal também aplicou seu trabalho em linguística, em um estudo lexicoestatístico experimental de línguas indo-europeias, junto com os linguistas Isidore Dyen e Paul Black. Seu banco de dados ainda é amplamente utilizado.

## Epônimos
- Algoritmo de Kruskal (1956)